# Igor Kranjec
Igor Kranjec, slovenski kolesar, * 27. september 1972, Brestanica.
Kranjec je nekdanji kolesar, ki je od leta 1996 tekmoval na amaterskih dirkah, med letoma 2001 in 2004 pa profesionalno za ekipi De Nardi–Pasta Montegrappa in Perutnina Ptuj. V letih 1996 in 1999 je osvojil Veliko nagrado Kranja, leta 1998 je postal slovenski državni prvak v cestni dirki in leta 1999 državni podprvak, leta 1999 je zmagal na dirki Raiffeisen Grand Prix, leta 2000 pa je osvojil zadnjo Dirko po Jugoslaviji in bil drugi na Dirki po Hrvaški.